# Río Ivaí
El río Ivaí (ant. Ibahy, Ybahy o Huybay) está localizado en el centro del estado brasileño de Paraná.
El río Ivaí nace en el municipio de Prudentópolis, a partir de la confluencia del río dos Patos con el río São João. Después de recorrer numerosos municipios del estado desemboca en el río Paraná, cerca de la ciudad de Porto Camargo.

## Descripción
El Ivaí es uno de los principales ríos paranaense y se caracteriza por tener aguas de color marrón o rojizo durante gran parte del año. La mayor extensión del recorrido de este río ocurre por zonas de relieve rocoso bastante accidentado, montuoso, lo que facilita que en el curso se crean rápidos y recodos. La confluencia de sus aguas con las del Paraná revela el fenómeno de inestabilidad hidrodinámica con la formación de vórtices similares a los observados en la confluencia de los ríos Negro y Solimões, en la formación del Amazonas, conocido popularmente como encuentro de las aguas.

## Historia
Se destaca en la historia porque de su curso medio, sobre la riviera izquierda y en confluencia con el afluente llamado Curumbatay, se emplazó la ciudad española de Villa Rica del Espíritu Santo, actualmente le sobreviven las ruinas protegidas por el Parque Estatal de Vila Rica do Spirito Santo.

## Afluentes
Corumbataí • Mourão • Belo • Barra Grande • Ivaizinho • Ubazinho • Dos Indios • Das Antas • Do Bulha
- Datos: Q2717631
- Multimedia: Ivaí River / Q2717631